# Trålare
Trålare är en typ av fiskebåt.

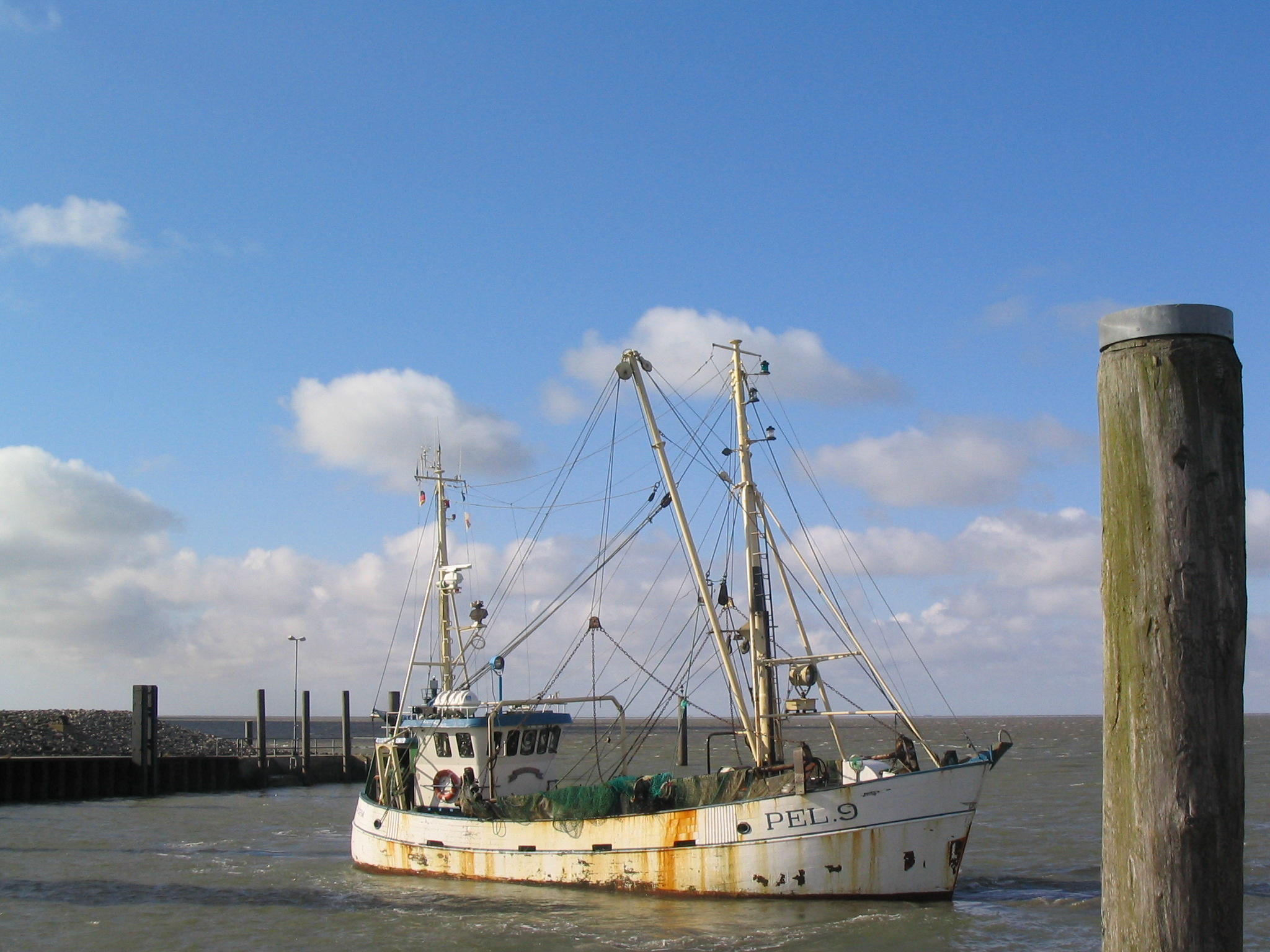
Trålare av en typ (och skick) som varit mycket vanlig i Östersjön

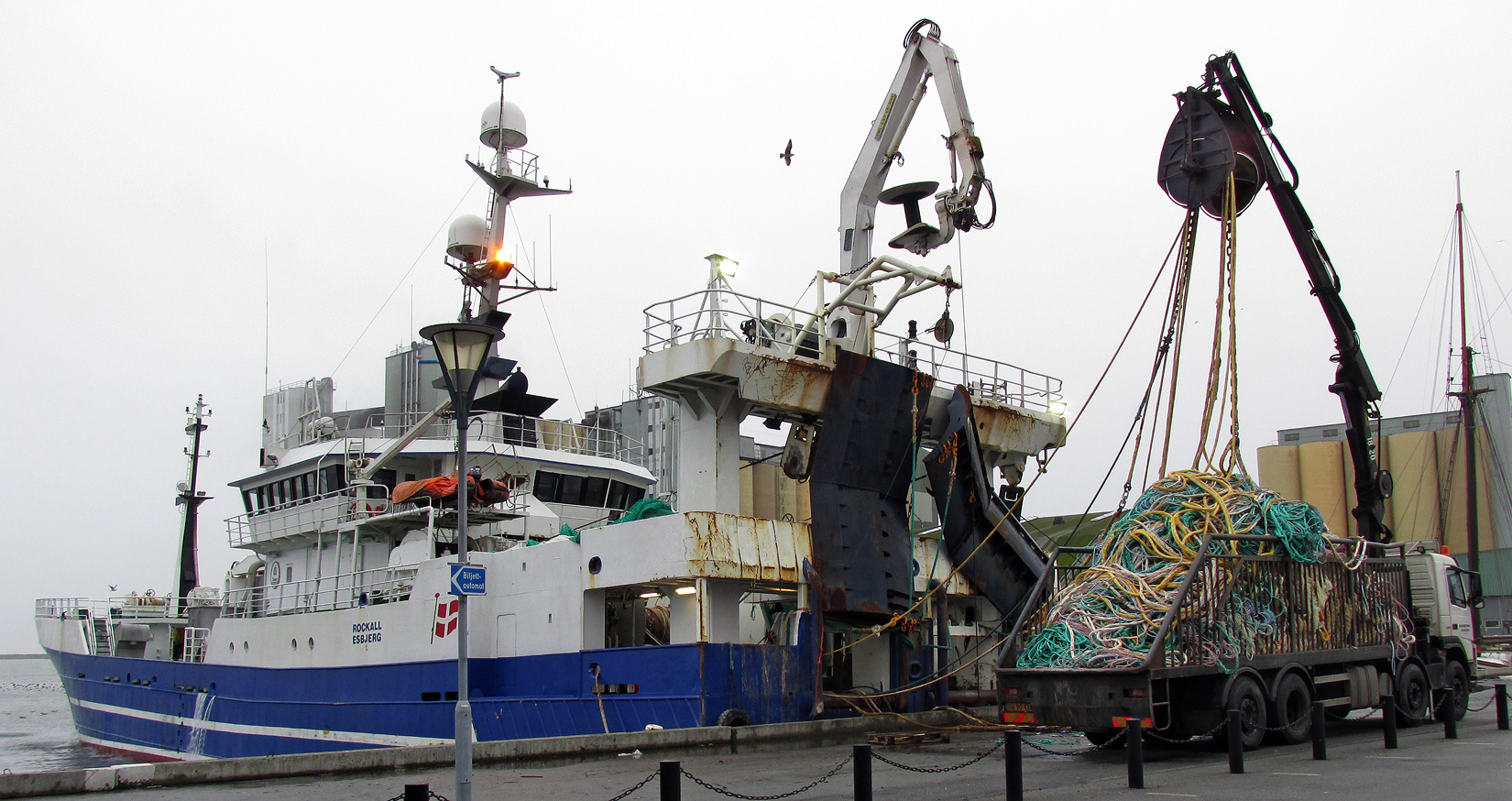
Trålaren Rockall från Esbjerg ligger i Ystads hamn 26 jan 2016. 300 meter Trål har trasslat till sig.

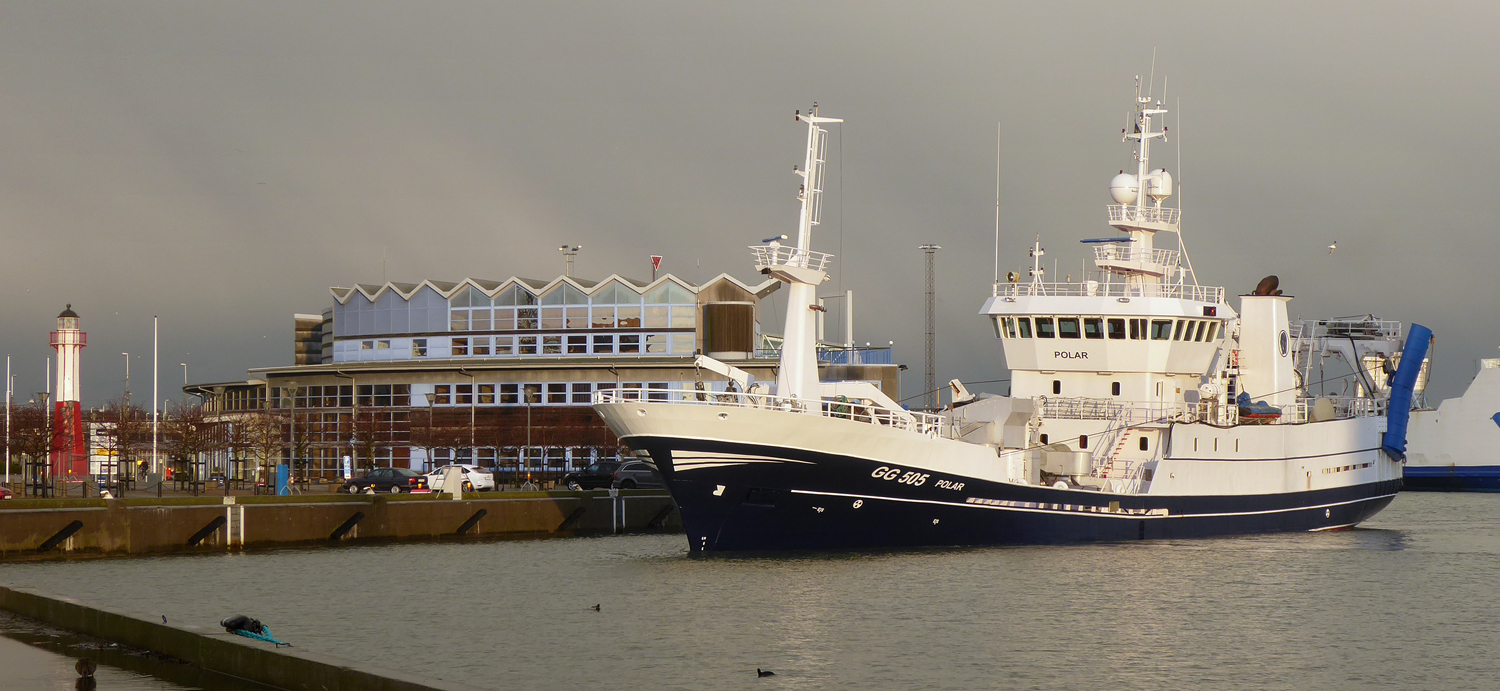
En av Sveriges största trålare GG 505 Polar lämnar Ystad 2 mars 2017.

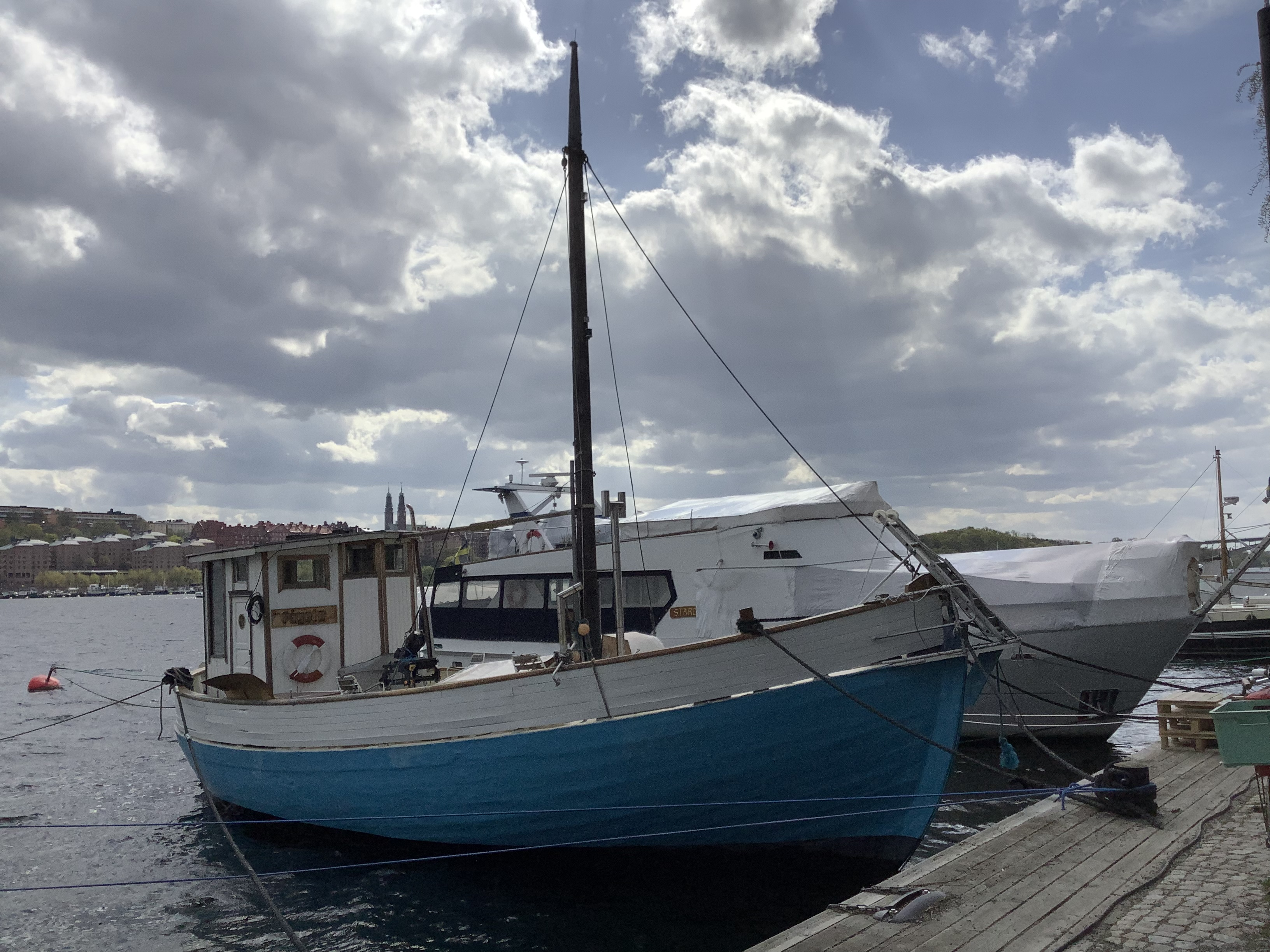
Fågeln, byggd 1908 av Ringens varv i Marstrand.

Trålare används för att fiska med trål, vilket innebär att fartyget efter sig drar ett påsformat nätredskap, som samlar upp fisk och andra djur.

## Trålning

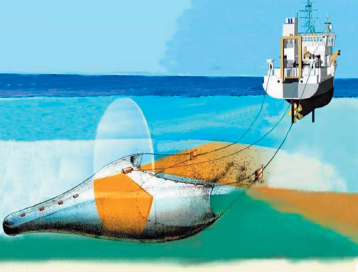
En modern trål. De orangefärgade områdena beskriver ekosensorer som känner av vad som kommer in i trålen, så att fiskaren på sin skärm kan se hur han ska styra trålen för maximal fångst.

Från trålaren går vajrar ner mot trålen. Där dragvajrarna slutar är trålbord fästade. Trålborden är utformade och fästa vid dragvajern så att vattentrycket av framfarten vid ca. 2,5 – 4 knop för ut dem till sidorna.  Från trålborden går linor till trålen. Med trålbordens infästning samt draghastigheten kan trålöppningens storlek varieras.
Om fartygets motorstyrka är otillräcklig eller om man vill ha stor öppning i trålen, kan man utföra så kallad partrålning med två dragbåtar. Vid partrålning krävs inte trålbord, utan trålens öppning kan regleras av dragbåtarnas avstånd från varandra.
Trålning kan utföras antingen som bottentrålning, då trålen följer botten eller som frivattenstrålning (pelagisk trålning), då trålen går fram genom den fria vattenmassan och inte når bottnen. Redskapen benämns bottentrål respektive flyttrål

## Typer av trålare
Trålare finns i storlekar från 7 – 8 m, som kan skötas av en man (i Norge kallad sjark och i Finland mopo) till oceangående fabrikstrålare på 50 - 100 m, med besättning och utrustning nog för att även rensa och processa fångsten, eventuellt också att frysa ner den.

## Miljöpåverkan
Trålning har kritiserats som en ur miljösynpunkt olämplig form av fiske. Vid bottentrålning görs stor skada på övriga organismer längs bottnen och metoden är inte selektiv; alla fiskar följer med, både fridlysta arter och för små exemplar. Dessutom förbrukas betydligt mer bränsle i förhållande till fångsten än med andra metoder, med ökad förorening som följd.